# Italian Hockey League 2022-2023
La Italian Hockey League 2022-2023 è stata la 83ª edizione del secondo livello del campionato italiano di hockey su ghiaccio.

## Squadre
Le squadre partecipanti sono state dieci: a fronte dell'abbandono degli Unterland Cavaliers, che si sono iscritti nella Alps Hockey League, si è registrata la promozione dei Valpellice Bulldogs, vincitori della Division 1 nella stagione precedente.
| Alleghe     | Veneto              | Alleghe (BL)       | Stadio del ghiaccio |
| Appiano     | Trentino-Alto Adige | Appiano (BZ)       | Stadio del ghiaccio |
| Bressanone  | Trentino-Alto Adige | Bressanone (BZ)    | Stadio del ghiaccio |
| Caldaro     | Trentino-Alto Adige | Caldaro (BZ)       | Stadio del ghiaccio |
| Como        | Lombardia           | Como (CO)          | Stadio del ghiaccio |
| Dobbiaco    | Trentino-Alto Adige | Dobbiaco (BZ)      | Stadio del ghiaccio |
| Pergine     | Trentino-Alto Adige | Pergine (TN)       | Stadio del ghiaccio |
| Valdifiemme | Trentino-Alto Adige | Cavalese (TN)      | Stadio del ghiaccio |
| Valpellice  | Piemonte            | Torre Pellice (TO) | Stadio del ghiaccio |
| Varese      | Lombardia           | Varese (VA)        | Stadio del ghiaccio |

## Formula
Le regular season ha previsto due diverse fasi: nella prima, le dieci squadre si sono affrontate in un classico girone all'italiana per un totale di diciotto incontri a testa, mentre nella seconda sono state suddivise in due raggruppamenti (Master Round e Qualification Round) in base al posizionamento in classifica della prima fase; le squadre partecipanti al Master Round sono state le prime cinque della classifica, mentre quelle partecipanti al Qualification Round sono state le seconde cinque.
Al termine della regular season, hanno avuto inizio i play-off tra tutte le squadre del Master Round e le prime tre del Qualification Round; si sono disputati i quarti di finale e le semifinali al meglio delle cinque partite, mentre la finale al meglio delle sette.

## Regular season

### Prima fase
| #   | Squadra     | Punti | Vittorie | VOT | SOT | Sconfitte | Goal segnati | Goal subiti | Differenza reti |
| --- | ----------- | ----- | -------- | --- | --- | --------- | ------------ | ----------- | --------------- |
| 1.  | Varese      | 39    | 13       | 0   | 0   | 5         | 81           | 50          | +31             |
| 2.  | Caldaro     | 36    | 12       | 0   | 0   | 6         | 73           | 46          | +27             |
| 3.  | Pergine     | 36    | 10       | 2   | 2   | 4         | 63           | 40          | +23             |
| 4.  | Dobbiaco    | 35    | 11       | 1   | 0   | 6         | 82           | 69          | +13             |
| 5.  | Appiano     | 35    | 11       | 1   | 0   | 6         | 64           | 53          | +11             |
| 6.  | Valdifiemme | 29    | 9        | 0   | 2   | 7         | 68           | 64          | +4              |
| 7.  | Como        | 24    | 8        | 0   | 0   | 10        | 60           | 66          | -6              |
| 8.  | Bressanone  | 21    | 7        | 0   | 0   | 11        | 46           | 73          | -27             |
| 9.  | Valpellice  | 12    | 3        | 1   | 1   | 13        | 49           | 67          | -18             |
| 10. | Alleghe     | 3     | 1        | 0   | 0   | 17        | 33           | 91          | -58             |

### Seconda fase
Master Round
| #  | Squadra  | Punti | Vittorie | VOT | SOT | Sconfitte | Goal fatti | Goal subiti | Differenza reti |
| -- | -------- | ----- | -------- | --- | --- | --------- | ---------- | ----------- | --------------- |
| 1. | Varese   | 34    | 6        | 1   | 1   | 0         | 39         | 19          | +20             |
| 2. | Caldaro  | 25    | 3        | 2   | 0   | 3         | 25         | 20          | +5              |
| 3. | Appiano  | 24    | 3        | 1   | 2   | 2         | 27         | 31          | -4              |
| 4. | Pergine  | 23    | 3        | 0   | 2   | 3         | 20         | 19          | +1              |
| 5. | Dobbiaco | 13    | 0        | 1   | 0   | 7         | 14         | 36          | -22             |

Qualification Round
| #   | Squadra     | Punti | Vittorie | VOT | SOT | Sconfitte | Goal fatti | Goal subiti | Differenza reti |
| --- | ----------- | ----- | -------- | --- | --- | --------- | ---------- | ----------- | --------------- |
| 6.  | Como        | 25    | 5        | 1   | 0   | 2         | 38         | 29          | +9              |
| 7.  | Valdifiemme | 24    | 5        | 0   | 0   | 3         | 43         | 30          | +13             |
| 8.  | Bressanone  | 22    | 5        | 0   | 0   | 3         | 30         | 24          | +6              |
| 9.  | Valpellice  | 17    | 4        | 0   | 1   | 3         | 38         | 30          | +8              |
| 10. | Alleghe     | 1     | 0        | 0   | 0   | 8         | 14         | 50          | -36             |

Note: Tre punti a vittoria, due punti a vittoria dopo over-time o rigori, un punto a sconfitta dopo over-time o rigori, zero punti a sconfitta.

## Play-off

### Fase finale
|  | Quarti di finale | Quarti di finale | Quarti di finale | Quarti di finale | Quarti di finale | Quarti di finale | Quarti di finale |   |         | Semifinali | Semifinali | Semifinali | Semifinali | Semifinali | Semifinali | Semifinali |  |  | Finale | Finale | Finale | Finale | Finale | Finale | Finale | Finale | Finale |
|  |                  |                  |                  |                  |                  |                  |                  |   |         |            |            |            |            |            |            |            |  |  |        |        |        |        |        |        |        |        |        |
|  | 1                | Varese           | 4                | 4                | 9                | -                | -                |   |         |            |            |            |            |            |            |            |  |  |        |        |        |        |        |        |        |        |        |
|  | 8                | Bressanone       | 1                | 1                | 1                | -                | -                |   |         |            |            |            |            |            |            |            |  |  |        |        |        |        |        |        |        |        |        |
|  | 8                | Bressanone       | 1                | 1                | 1                | -                | -                |   | 1       | Varese     | 3          | 4          | 5          | 5          | -          |            |  |  |        |        |        |        |        |        |        |        |        |
|  |                  |                  |                  |                  |                  |                  |                  |   | 1       | Varese     | 3          | 4          | 5          | 5          | -          |            |  |  |        |        |        |        |        |        |        |        |        |
|  |                  | 4                | Pergine          | 2                | 5                | 2                | 1                | - |         |            |            |            |            |            |            |            |  |  |        |        |        |        |        |        |        |        |        |
|  | 4                | 4                | Pergine          | 2                | 5                | 2                | 1                | - | Pergine | 2          | 7          | 3          | 1          | 7          |            |            |  |  |        |        |        |        |        |        |        |        |        |
|  | 4                |                  |                  |                  |                  |                  |                  |   | Pergine | 2          | 7          | 3          | 1          | 7          |            |            |  |  |        |        |        |        |        |        |        |        |        |
|  | 5                | Dobbiaco         | 1                | 3                | 4                | 3                | 1                |   |         |            |            |            |            |            |            |            |  |  |        |        |        |        |        |        |        |        |        |
|  |                  |                  |                  |                  |                  |                  |                  |   |         |            |            |            |            |            |            |            |  |  | 1      | Varese | 1      | 6      | 5      | 4      | 3      | 4      | 2      |
|  |                  |                  | 2                | Caldaro          | 5                | 5                | 0                | 6 | 6       | 2          | 0          |            |            |            |            |            |  |  |        |        |        |        |        |        |        |        |        |
|  | 2                | Caldaro          | 2                | 8                | 2                | 3                | -                |   |         |            |            |            |            |            |            |            |  |  |        |        |        |        |        |        |        |        |        |
|  | 7                | Valdifiemme      | 1                | 3                | 4                | 2                | -                |   |         |            |            |            |            |            |            |            |  |  |        |        |        |        |        |        |        |        |        |
|  | 7                | Valdifiemme      | 1                | 3                | 4                | 2                | -                |   | 2       | Caldaro    | 3          | 3          | 1          | 3          | -          |            |  |  |        |        |        |        |        |        |        |        |        |
|  |                  |                  |                  |                  |                  |                  |                  |   | 2       | Caldaro    | 3          | 3          | 1          | 3          | -          |            |  |  |        |        |        |        |        |        |        |        |        |
|  |                  | 3                | Appiano          | 1                | 1                | 3                | 1                | - |         |            |            |            |            |            |            |            |  |  |        |        |        |        |        |        |        |        |        |
|  | 3                | 3                | Appiano          | 1                | 1                | 3                | 1                | - | Appiano | 1          | 6          | 3          | 5          | 3          |            |            |  |  |        |        |        |        |        |        |        |        |        |
|  | 3                |                  |                  |                  |                  |                  |                  |   | Appiano | 1          | 6          | 3          | 5          | 3          |            |            |  |  |        |        |        |        |        |        |        |        |        |
|  | 6                | Como             | 3                | 3                | 4                | 4                | 1                |   |         |            |            |            |            |            |            |            |  |  |        |        |        |        |        |        |        |        |        |

## Statistiche

### Prima fase
| Giocatore       | Squadra  | Gol | Assist | Punti |
| --------------- | -------- | --- | ------ | ----- |
| Adam Capannelli | Dobbiaco | 17  | 33     | 50    |
| Héctor Majul    | Dobbiaco | 22  | 21     | 43    |
| Marko Virtala   | Caldaro  | 11  | 22     | 33    |
| Marco Franchini | Varese   | 15  | 17     | 32    |
| Connor Sanvido  | Pergine  | 12  | 20     | 32    |

### Seconda fase
| Giocatore       | Squadra     | Gol | Assist | Punti |
| --------------- | ----------- | --- | ------ | ----- |
| Tomáš Mlynář    | Valdifiemme | 9   | 14     | 23    |
| Jaroslav Moučka | Valdifiemme | 11  | 9      | 20    |
| Chase Harwell   | Como        | 9   | 11     | 20    |
| Nick DiNicola   | Como        | 10  | 9      | 19    |
| Marco Franchini | Varese      | 5   | 12     | 17    |

### Play-off
| Giocatore         | Squadra | Gol | Assist | Punti |
| ----------------- | ------- | --- | ------ | ----- |
| Marcello Borghi   | Varese  | 13  | 8      | 21    |
| Teemu Virtala     | Caldaro | 4   | 16     | 20    |
| Francis Drolet    | Varese  | 10  | 10     | 20    |
| Mathieu Desautels | Varese  | 3   | 14     | 17    |
| Gabriel Vinatzer  | Caldaro | 6   | 10     | 16    |

| HCMV Varese Hockey | Portieri: Rocco Perla, Leonardo Mordenti Difensori: Andrea Schina, Mathieu Desautels, Sebastian Allevato, Mattia Del Vita, Erik Mazzacane, Daniel Belloni, Alex Bertin, Lorenzo Piccinelli Attaccanti: Francis Drolet, Marco Franchini, Tommaso Cordiano, Gianluca Tilaro, Andrea Vanetti (C), Marcello Borghi, Michael Mazzacane, Pietro Borghi, Alessio Piroso, Riccardo Privitera, Edoardo Raimondi, Daniele Odoni Allenatore: Claude Devèze |